# Intonace (hudba)
Intonace (z lat. in-tonare, zaznít) je v hudbě správné nasazení tónu co do výšky i přednesu.

## Výklad
Správná intonace je čistá, přiměřeně hlasitá a výrazná, kdežto nesprávná (také distonace) je buď „falešná“ nebo nejistá a „klouzavá“. Při zpěvu a u hudebních nástrojů, kde hráč tóny sám tvoří (například strunné nástroje bez pražců, dechové nástroje), je intonace včetně výšky tónu v jeho rukou. U nástrojů, které mají pro každý tón samostatnou strunu nebo píšťalu (například klávesové nástroje, digitální nástroje) je výška tónu dána naladěním nástroje a na hráči zůstává jen přednes tónu. V gregoriánském chorálu se intonací rozumí také sólový přednes úvodního verše, který sbor opakuje, odpovídá na něj či navazuje. V latinské liturgii kantor nebo celebrant intonuje (předzpívá) například „Gloria in excelsis Deo“ a sbor v téže tónině navazuje „et in terra pax...“. V organologii se intonací rozumí nastavení hlasitosti, vyšších harmonických a rychlosti nasazení tónu každé píšťaly včetně mísení s ostatními hlasy. Nastavení výšky tónu je řešeno nezávisle na intonaci v rámci ladění.
V lingvistice se intonací označuje melodický průběh řeči a tato její stránka spolu s jejím rytmem do jisté míry souvisí s hudebním vyjadřováním zejména ve vokální hudbě. Nejblíže řeči měl recitativ, hojně užívaný v barokních operách a oratoriích. V novodobé hudbě se melodikou a rytmem řeči uvědoměle inspiroval Leoš Janáček, který si pořizoval notované záznamy úryvků řeči, které nazýval "nápěvky mluvy".
Ruský skladatel a muzikolog Boris Alexandrovič Asafjev v první polovině 20. století zavedl užívání termínu "intonace" též s významem komplexního vyznění hudebního díla, jeho části nebo komplexu děl stejného druhu. V tom smyslu termínu "intonace" užívali převážně muzikologové ze Sovětského svazu a jeho satelitních států.